# Melaloncha prostata
Melaloncha prostata är en tvåvingeart som beskrevs av Brown 2006. Melaloncha prostata ingår i släktet Melaloncha och familjen puckelflugor. Inga underarter finns listade i Catalogue of Life.